# Hieronymus Pol

Hieronymus Pol als Student in Göttingen im Jahre 1874

Hieronymus Pol, genannt Hero (* 3. November 1852 in Norden (Ostfriesland); † 3. Februar 1911 in Groningen, Niederlande) war ein deutsch-niederländischer Lehrer, Germanist und Hochschullehrer.

## Leben
Pol wurde 1852 als Sohn eines niederländischer Mennoniten-Predigers im ostfriesischen Norden geboren. Nach seinem Abitur am Gymnasium in Osnabrück studierte an Mathematik an der Georg-August-Universität in Göttingen, wo er am 22. April 1874 Mitglied der Verbindung und späteren Burschenschaft Holzminda wurde. Da er sich aber nach und nach mehr für Literaturwissenschaft und Philosophie interessierte, legte er in den Niederlanden seine Prüfung als Deutschlehrer ab und ging dann nach Sappemeer bei Groningen an eine Schule. Später kam er als Lehrer nach Gouda, wo er am Gymnasium und an der höheren Bürgerschule unterrichtete. 1892 ging er als Gymnasiallehrer an das Gymnasium in Groningen, um dort Deutsch zu unterrichten. 1901 wechselte er an die Universität Groningen, wo er zum außerordentlichen Professor für neuhochdeutsche Literatur berufen wurde. Hier wirkte er bis zu seinem Tod im Jahr 1911.

## Veröffentlichungen und Bearbeitungen
- Gottlob Christian Crusius: Volledig Grieksch-Nederduitsch woordenboek voor de gedichten van Homerus, benevens eene verklaring der moeijelijkste plaatsen der gebruiken en instellingen van het heldentijdvak, en van de eigennamen. Arnhem, Nĳmegen 1884. (Für niederdeutsche Schulen bearbeitet von Pol)
- H.C. Spruyt: Altes und Neues. Deutsches Lesebuch für die niederländischen Schulen. Groningen 1894. (revidiert von Pol)
- Schillers Festrede. Die Vorbedingungen zu einem richtigen Verständnis, zur Erinnerung an Schillers 100-jährigen Todestag, 9. Mai 1905. Groningen 1905.
- Gerardus Heymans: Das künftige Jahrhundert der Psychologie. Rede, gehalten in der Aula der Groninger Universität beim Rektoratswechsel am 20. Sept. 1909. Leipzig 1911. (als Übersetzer)